# Stefan Schorch
Stefan Schorch (* 3. August 1966 in Erfurt) ist ein evangelischer Theologe, Bibelwissenschaftler und Hebraist.

## Leben
Er studierte von 1987 bis 1994 evangelische Theologie und Semitistik an der Universität Leipzig, der Hebräischen Universität Jerusalem und der FU Berlin. Er erwarb die Abschlüsse Semitistik im Nebenfach (1991), erstes theologisches Examen in Leipzig (1994), Promotion zum Dr. theol. bei Siegfried Wagner (1998) und Habilitation und Erlangung der Lehrberechtigung für das Fach Altes Testament an der Kirchlichen Hochschule Bethel (2003). 
Von 1994 bis 1995 hatte er einen Studienaufenthalt an der Hebräischen Universität Jerusalem als Stipendiat des DAAD. Von 1995 bis 1997 war er Promovend am Institut für Alttestamentliche Wissenschaft der Universität Leipzig mit einem Stipendium des Freistaats Sachsen. Von 1997 bis 1999 war er wissenschaftlicher Assistent für Semitistik am Institut für Semitistik und Arabistik der Freien Universität Berlin, in der Abteilung Semitistik. 1998 war er wissenschaftlicher Projektmitarbeiter am Gustaf-Dalman-Institut der Universität Greifswald, Theologische Fakultät. Von 1998 bis 1999 absolvierte er das berufsbegleitende Vikariat in Delitzsch (Kirchenprovinz Sachsen). Ab April 1999 war er Dozent für Hebräisch und Altes Testament an der Kirchlichen Hochschule Bethel, von 2000 bis 2004 amtierte er dort auch als Pressereferent. Von April bis Juli 2003 war er Honorary Fellow am Department for Hebrew and Jewish Studies, University College London. Ab Juli 2003 lehrte er als Privatdozent für Altes Testament an der Kirchlichen Hochschule Bethel und war ab 2004 Kontaktdozent für Studium in Israel. Seit 2009 lehrt er als Professor für Bibelwissenschaften an der Theologischen Fakultät der Martin-Luther-Universität Halle-Wittenberg. Seit dem Wintersemester 2023/24 ist er dort beurlaubt, um an der Hebräischen Universität Jerusalem zu lehren.
Öffentlichkeitswirksam rezipiert werden vor allem Schorchs Erkenntnisse zu Geschlecht und Gender in der Bibel, nach denen die Interpretation von Sünde und Rollenbildern in diesem Zusammenhang vor allem erfolgten, „um eigene Positionen zu verstärken und mit einer gewissen Autorität zu versehen“. In hebräischen Bibeltexten fänden sich „sehr verschiedene kulturelle Entwürfe von Sexualität, Partnerschaft und Familie“.
Seit 2016 ist Stefan Schorch das erste deutsche Ehrenmitglied der Akademie für die hebräische Sprache.

## Publikationen (Auswahl)
- Euphemismen in der Hebräischen Bibel (= Orientalia biblica et christiana; 12). Harrassowitz, Wiesbaden 2000, ISBN 3-447-04249-4.
- Die Vokale des Gesetzes. Die samaritanische Lesetradition als Textzeugin der Tora. Band 1. Genesis (= Beihefte zur Zeitschrift für die alttestamentliche Wissenschaft; 339). de Gruyter, Berlin 2004, ISBN 3-11-018101-0.